# Anomala concinna
Anomala concinna är en skalbaggsart som beskrevs av Hermann Burmeister 1844. Anomala concinna ingår i släktet Anomala och familjen Rutelidae. Inga underarter finns listade i Catalogue of Life.